# Luis Mari Barinaga
Luis Mari Barinaga Hernández (Rentería, 1935-Ibídem., 24 de abril de 1993) fue un político español. Fue alcalde de la corporación municipal de Rentería de 1965 a 1971.
Durante su mandato impulsó por imitación al inicio de las fiestas de San Fermín de Pamplona, que el txupinazo que da inicio a las fiestas de la Magdalena se lance desde el balcón de la casa consistorial y que a su vez, la Banda de Música nos brinde el 'Centenario' a pie de plaza, bajo el balcón central del ayuntamiento.